# UK Dance Chart

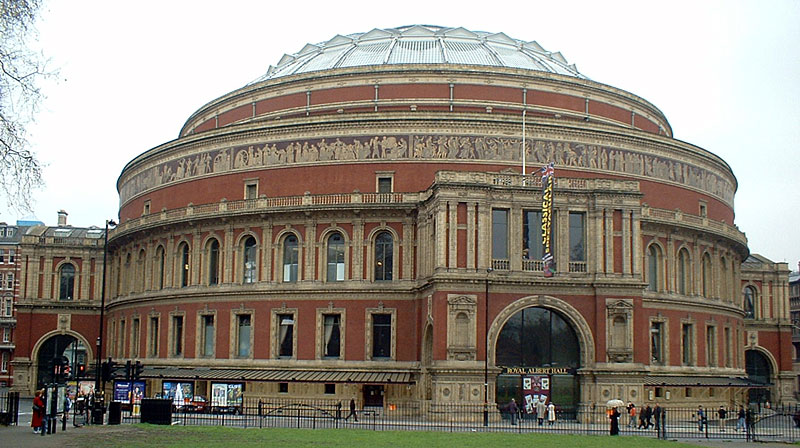
El Royal Albert Hall, Londres, un lloc important per a totes les formes de la música.

The Official UK Dance Chart (en català, La Llista Oficial de Dance Britànica) és una llista desenvolupada per The Official UK Charts Company. Tot i que la llista no pot ser escoltada en directe a la ràdio,, la seva compilació pot ser vista al lloc web de la BBC Radio 1 i a publicacions com la ChartsPlus i Music Week.